# Епархия Ньиредьхазы
Епархия Ньиредьхазы (лат. Eparchia Nyiregyhazanus) — епархия Венгерской грекокатолической церкви с центром в городе Ньиредьхаза, Венгрия. Епархия Ньиредьхазы входит в Хайдудорогскую митрополию.

## История
20 марта 2015 года Папа Римский Франциск учредил епархию Ньиредьхазы, которая вошла в состав новообразованной Хайдудорогской митрополии.